# Upper Falls
Die Upper Falls sind Wasserfälle am Yellowstone River im US-Bundesstaat Wyoming. Sie befinden sich südlich der Ortschaft Canyon Village, am südlichen Ende des Grand Canyon of the Yellowstone im Yellowstone-Nationalpark. Ihre Fallhöhe beträgt 33,2 Meter.
Etwas nördlich befinden sich zwei weitere Fälle, die Lower Falls und die Crystal Falls.